# Юринский, Владимир Тихонович
Владимир Тихонович Юринский (22 февраля 1905 года — 1986) — советский ученый-теплоэнергетик, профессор, доктор технических наук. Внёс большой вклад в разработку методов расчёта турбомашин и турбинных установок. При строительстве и монтаже Новочеркасской ГРЭС использованы его оригинальные предложения.

## Биография
Родился 22 февраля 1905 года в Иркутске.
В 1914 году поступил в Якутское реальное училище. Учился в Иркутской губернской гимназии, где закончил шесть классов. В 1920 году поступил в Иркутское техническое училище, переименованное позже в Иркутский политехнический практический институт, где проучился 3 года, окончив два подготовительных курса и один специальный по механическому отделению.
В 1923 году был принят на второй курс Томского технологического института, который окончил 16 мая 1926 года по теплосиловой специальности со званием инженера-механика.
После его окончания работал на Краматорском металлургическом заводе, затем на Шатурской электростанции.
В 1936 году был приглашен на работу в Томский индустриальный институт. В 1939 году защитил кандидатскую диссертацию, а в 1947 году — докторскую.
В 1945 году руководил проектированием теплосетей Томска и модернизацией старой Томской ТЭЦ-1.
С 1952 по 1954 годы В. Т. Юринский был заведующим кафедрой судовых установок Горьковского института инженеров водного транспорта, а с 1954 по 1971 годы заведовал кафедрой «ТЭС» Новочеркасского политехнического института.
С 1957 по 1959 годы Юринский работал в Индии как эксперт ЮНЕСКО и занимался подготовкой индийских инженерных и научных кадров.
Умер в 1986 году.

## Память
22 февраля 2005 года, в 100-летие со дня рождения Владимира Тихоновича Юринского у входа на кафедру, где он работал, была открыта мемориальная доска.

## Награды и звания
Плодотворная производственная и научная деятельность В. Т. Юринского отмечена многими правительственными наградами, среди которых имеются:
- Медаль «За доблестный труд в Великой Отечественной войне 1941—1945 гг.».
- Отличник НК ЭС СССР (1945).
- Почетные грамоты областного и городского исполкомов (Томск).
- Заслуженный деятель науки и техники РСФСР.